# Бабаюртівський район
Бабаюртівський район (кум. Бабаюрт район) - муніципальний район Республіки Дагестан. Розташований в Терсько-Сулакській низовині. Один із найбільших районів республіки.
Адміністративний центр - селище Бабаюрт.

## Географія
На заході межує з Чечнею, а східна частина району омивається водами Каспійського моря. Площа території - 3420 км².

## Історія
Постановою 4-ї сесії 6-го скликання ЦВК ДАРСР від 22.11.1928 р з території колишніх Хасав'юртівського і Махачкалинського округів був виділений Бабаюртівський кантон.
Постановою ВЦВК від 3.06.1929 р кантон був перетворений на район.

## Населення
Населення - 47 068 чоловік.
Національний склад
Більшість населення району складають тюркські народи (кумики і ногайці - близько 65%, 2010). Гірські дагестанські народи були переселені і розсіялися по рівнинному Дагестану, в тому числі в Бабаюртівському районі, з середини XX століття.  Частка росіян в районі скоротилася з 20,6% в 1939 році до 0,79% в 2010 році  .
Національний склад населення за даними Всеросійського перепису населення
 2010: 
| Народ        | Чисельність, чол. | Частка від усього населення,% |
| ------------ | ----------------- | ----------------------------- |
| Кумики       | 22067             | 48,29%                        |
| Аварці       | 9253              | 20,25%                        |
| Ногайці      | 7553              | 16,53%                        |
| Даргинці     | 2767              | 6,05%                         |
| Чеченці      | 2764              | 6,05%                         |
| Росіяни      | 360               | 0,79%                         |
| Лакці        | 351               | 0,77%                         |
| Інші         | 430               | 0,94%                         |
| Не зазначили | 156               | 0,34%                         |
| Усього       | 45701             | 100,00%                       |

На території Бабаюртівського району розташовані наділи - «кутани» гірських районів Дагестану, на землях яких з 1970-х років почали з'являтися населені пункти з постійним населенням. Зараз таких сіл на території району близько 200, частина з них існує офіційно і адміністративно входить до складу відповідних гірських районів, частина - не має офіційного статусу. Населення таких сіл на території району становить близько 60 тис. чоловік і, таким чином, перевищує населення власне Бабаюртівського району .